# Aristida glauca
Aristida glauca là một loài thực vật có hoa trong họ Hòa thảo. Loài này được (Nees) Walp. mô tả khoa học đầu tiên năm 1849.